# جينيفر تيسديل
جينيفر تيسديل كيلي (بالإنجليزية: Jennifer Tisdale) ممثلة أمريكية من مواليد 18 سبتمبر 1981 في نيوجيرسي، الولايات المتحدة الأمريكية. وهي الشقيقة الأكبر للمثلة
للممثلة آشلي تيسديل.

## روابط خارجية
- جينيفر تيسديل على موقع IMDb (الإنجليزية)
- جينيفر تيسديل على موقع ألو سيني (الفرنسية)
- جينيفر تيسديل على موقع أول موفي (الإنجليزية)
- جينيفر تيسديل على موقع إن إن دي بي (الإنجليزية)
- جينيفر تيسديل على موقع قاعدة بيانات الفيلم (الإنجليزية)
- جينيفر تيسديل على موقع كينوبويسك (الروسية)